# (It Goes Like) Nanana
"(It Goes Like) Nanana" is een nummer van de Zuid-Koreaanse dj en producer Peggy Gou, uitgebracht op 15 juni 2023 als eerste single van haar destijds aanstaande debuutalbum. Het is haar eerste single die via XL Recordings werd uitgebracht. Het nummer samplet 9 PM (Till I Come) van de Duitse dj ATB.

## Hitlijsten
Het nummer kwam binnen op nummer 14 in de UK Singles Chart van 23 juni 2023, de eerste Britse notering voor haar. Een week later kwam de single daar in de top 10. In België kwam het nummer in Vlaanderen binnen op plaats 49, door MNM werd het nummer een week lang Big Hit en steeg het de week later naar plaats 7. Later steeg het nummer door naar de eerste positie.

### VlaamseUltratop 50
| Positie: | 49 | 7  | 2  | 3   | 2  | 1  | 2  | 2  | 3  | 2  | 2  | 2  | 1 | 2  |
| Week:    | 15 | 16 | 17 | 18  | 19 | 20 | 21 | 22 | 23 | 24 | 25 | 26 |   | 27 |
| Positie: | 3  | 7  | 7  | 10  | 13 | 16 | 16 | 17 | 18 | 22 | 29 | 38 |   | 15 |
| Week:    | 28 | 29 | 30 |     |    |    |    |    |    |    |    |    |   |    |
| Positie: | 32 | 41 | 47 | uit |    |    |    |    |    |    |    |    |   |    |